# Ozeanische Meisterschaften im Boxen
Die Ozeanischen Meisterschaften im Boxen (Original; Oceanian Boxing Championships) sind Boxwettkämpfe im Amateurbereich für Männer und Frauen der Staaten von Ozeanien. Sie werden seit 1969 in unregelmäßigen Abständen unter den Regeln der AIBA ausgetragen und bilden ein Pendant zu den Afrika-, Amerika-, Asien- und Europameisterschaften. Organisiert werden sie vom ozeanischen Boxverband OCBC.

## Teilnehmende Staaten
- Amerikanisch-Samoa
- Australien
- Cookinseln
- Föderierte Staaten von Mikronesien
- Fidschi
- Französisch-Polynesien
- Guam
- Kiribati
- Nauru
- Neuseeland
- Papua-Neuguinea
- Palau
- Samoa
- Salomonen
- Tonga
- Vanuatu

Quelle Oceania AIBA:

## Geschichte
Die 1. Ozeanischen Meisterschaften wurden 1969 im australischen Sydney ausgetragen. In der Folgezeit wurden die Meisterschaften meistens im Rhythmus von ein bis zwei Jahren veranstaltet, wobei es zwischen 1974 und 1979 zu keiner Austragung kam. 2012 wurden die Wettkämpfe als ozeanische Olympiaqualifikation für die Olympischen Spiele von London organisiert, 2017 als ausschließliches Qualifikationsturnier für die Weltmeisterschaften in Hamburg. 
Bei den Ozeanischen Meisterschaften 2017 gingen 39 Boxer aus acht Nationen an den Start und lieferten sich 29 Kämpfe.